# Эткин, Валентин Семёнович
Валентин Семёнович Эткин (28 июня 1931, Новошахтинск — 18 февраля 1995, Москва) — радиофизик, доктор физико-математических наук (1964). Лауреат Государственной премии СССР (1983).

## Биография
Эткин родился 28 июня 1931 года в г. Новошахтинске Ростовской области. Семья переехала в Москву, и в 1949 г. он поступил в Московский горный институт, а затем перевёлся на физико-математический факультет Московского государственного педагогического института (МГПИ) имени В. И. Ленина. Окончил институт с отличием в 1954 году и поступил в аспирантуру при кафедре общей и экспериментальной физики (КОЭФ) МГПИ им. В. И. Ленина. Окончил аспирантуру в 1957 году и защитил кандидатскую диссертацию в 1958 году.
В 1959 года вместе с коллегами Н. Н. Маловым. Н. В. Александровым, Е. М. Гершензоном основал радиофизическую лабораторию при кафедре. Затем работал в институте сначала старшим научным сотрудником, затем руководителем радиофизического сектора и заместителем заведующего радиофизической лаборатории. Совмещал научную работу с преподаванием курса лекций по общей физике и спецкурса по космической физике. Является автором концепции преподавания, которая сохраняется до сих пор на кафедре.
В 1964 году защитил диссертацию на степень доктора физико-математических наук, с сентября 1966 года стал профессором. Эткин управлял отделом радиофизики в Институте космических исследований (ИКИ) АН СССР в Москве. В 1974 году стал заведующим отделом прикладной космической физики.
В 1983 году в составе коллектива ученых получает Государственную премию за разработку и внедрение радиотехнических устройств нового типа — малошумящих параметрических устройств на полупроводниковых диодах СВЧ-диапазона.
В 1992 году Эткин участвовал в организации и проведении масштабного российско-американского эксперимента «PRECHERI-92» по исследованию волн Мирового океана.
Умер 18 февраля 1995 года на 64-м году жизни.

## Труды
На счету учёного более трёхсот научных статей, докладов, в том числе монография (в соавторстве) по параметрическим системам.

## Награды
Государственная премия СССР (1983).
За организацию и успешное проведение космического эксперимента КРТ-10 награждён орденом «Дружбы народов» (1982).
Награждён медалью «За доблестный труд» (1970), медалью Академии Наук СССР имени академика С. П. Королёва (1985), знаком «Отличник народного просвещения».

## Семья
Жена — Инна Григорьевна Вишняцкая.
Дочь — Евгения Валентиновна Эткина — выпускница Московского государственного педагогического университета, с 1995 года живёт в США, профессор Университета Ратгерса, лауреат приза журнала Science за лучший образовательный онлайн-ресурс (2010) в основе которого лежит методика преподавания, разработанная её отцом.